# マスタープラン (バンド)
マスタープラン（Masterplan）は、ドイツ出身のパワーメタル・バンド。
元ハロウィンのメンバーを中心に結成した、ジャーマンメタルのグループ。同バンドのスタイルを受け継ぎ、メロディックスピードメタルを展開している。

## バイオグラフィー

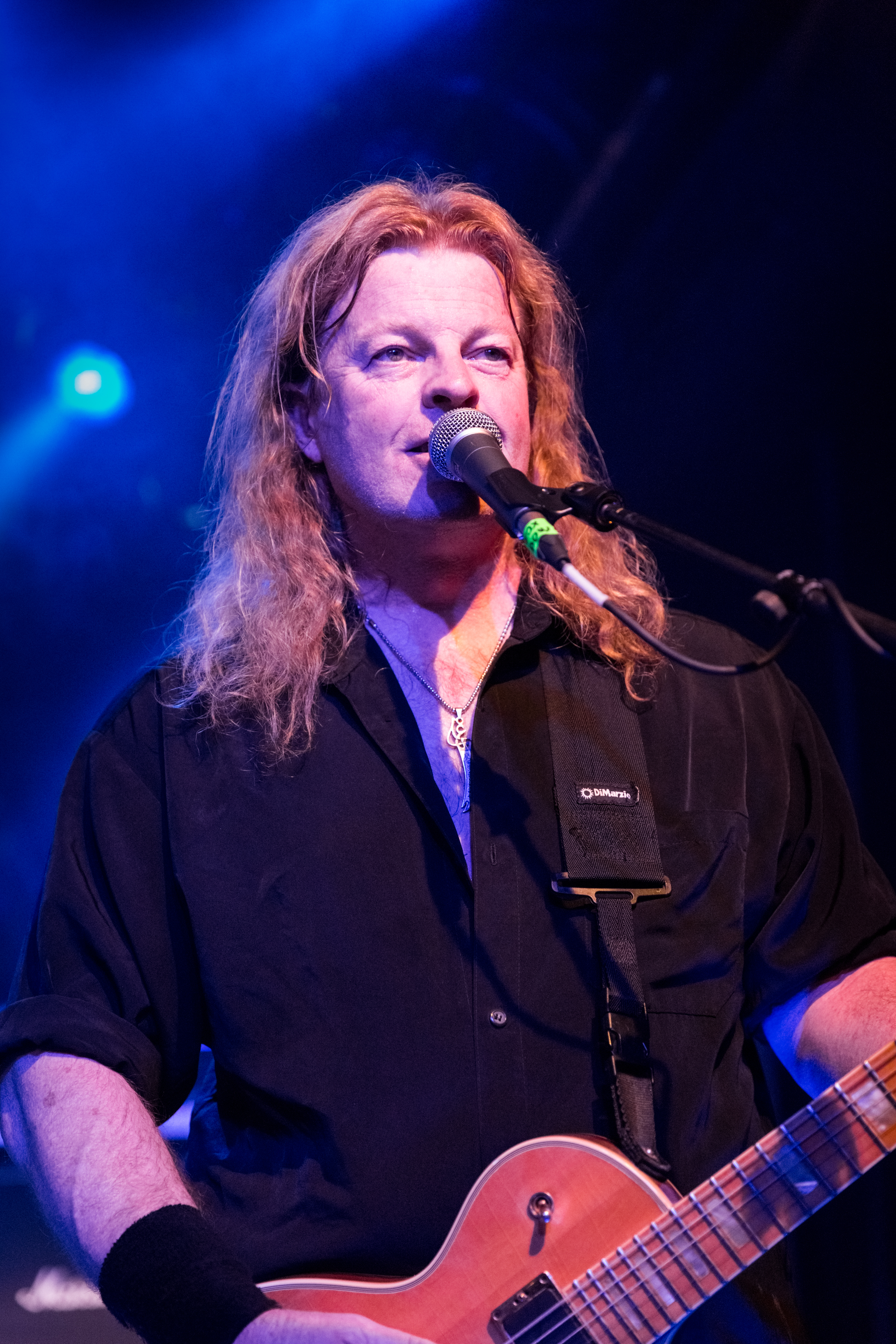
創設者ローランド・グラポウ（2016年）

2001年にジャーマンメタル・バンドのハロウィンを脱退したローランド・グラポウとウリ・カッシュは新たなバンド結成の為に動きだし、ヴォーカルに北欧のメタル・シーンで活躍しているヨルン・ランデなどを迎えパワーメタル・バンドマスタープランを結成する。バンド名はローランドのHP上で公募して決定したものである。
2003年1月にデビューアルバム『Masterplan』を発表。このアルバムには元ハロウィンのマイケル・キスクがゲスト参加しており、話題を集めた。また、本作品でキーボードを担当しているのはヤンネ・ウィルマン（現チルドレン・オブ・ボドム）であるがレコーディングのみの参加にとどまり、クレジットは正規メンバーのアクセル・マッケンロットとなっている。8月に初来日公演を開催。
2005年に2ndアルバム『Aeronautics』を発表。しかし2006年5月、ヨルンが音楽性の相違を理由に脱退し、ウリも同年10月に脱退を表明した。その直後にヨルンの後任として元ライオットのマイク・ディメオ、ウリの後任としてマイク・テラーナが加入した。
2007年に3rdアルバム『MK II』を発表。同年6月に来日公演を行った。
2010年5月にヨルンが復帰し、4thアルバム『Time To Be King』を発表。
2012年にはマイク・テラーナの後任にクレイドル・オブ・フィルスのマーティン・スカロウプカ、ヨルンの後任にはサンダーストーンやアット・ヴァンスのリック・アルツィ、そしてヤン・エッカートの後任には元ストラトヴァリウスのヤリ・カイヌライネンの加入が発表された。そして、翌年に5thアルバム『Novum Initium』を発表。
2014年5月4日に来日し「ASIA METAL FESTIVAL 2014 JAPAN」に出演。
2016年10月に『LOUD PARK 16』にて来日公演を行い、ラウドパークに初出演した。
2017年8月には、ローランド・グラポウ在籍時代の「ハロウィン」のカバー曲を収録したアルバム『Pumpkings』をリリース。
ただし、ローランド自身はハロウィンへの再加入は実現しなかった。

## メンバー

### 現ラインナップ
- リック・アルツィ　Rick Altzi (Vo) (2012– )
- ローランド・グラポウ　Roland Grapow (G) (2001– )
- ヤリ・カイヌライネン　Jari Kainulainen (B) (2012– )
- アクセル・マッケンロット Axel Mackenrott (Key) (2003– )
- ケヴィン・コット　Kevin Kott（Dr）(2016-)

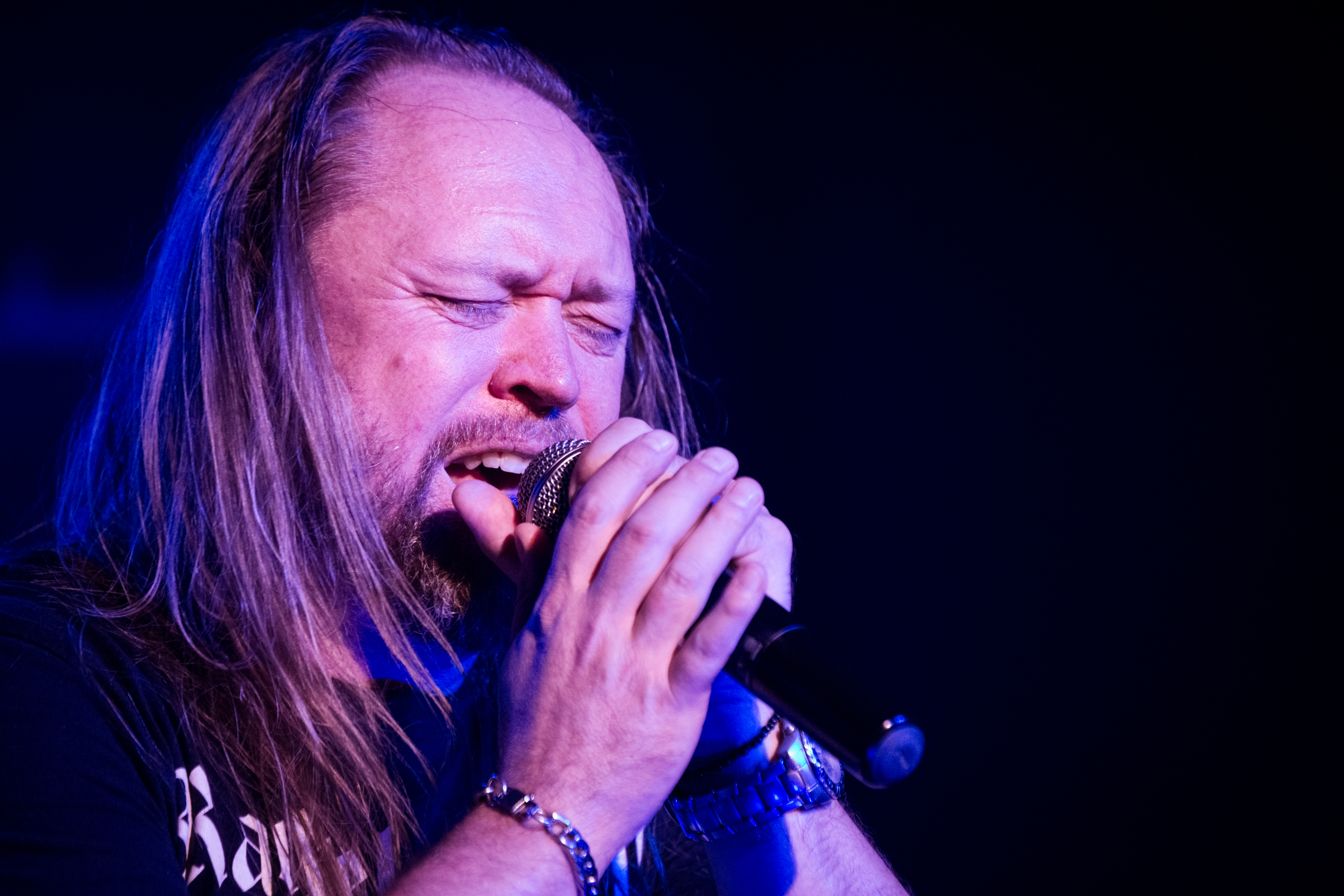
リック・アルツィ(Vo) 2016年
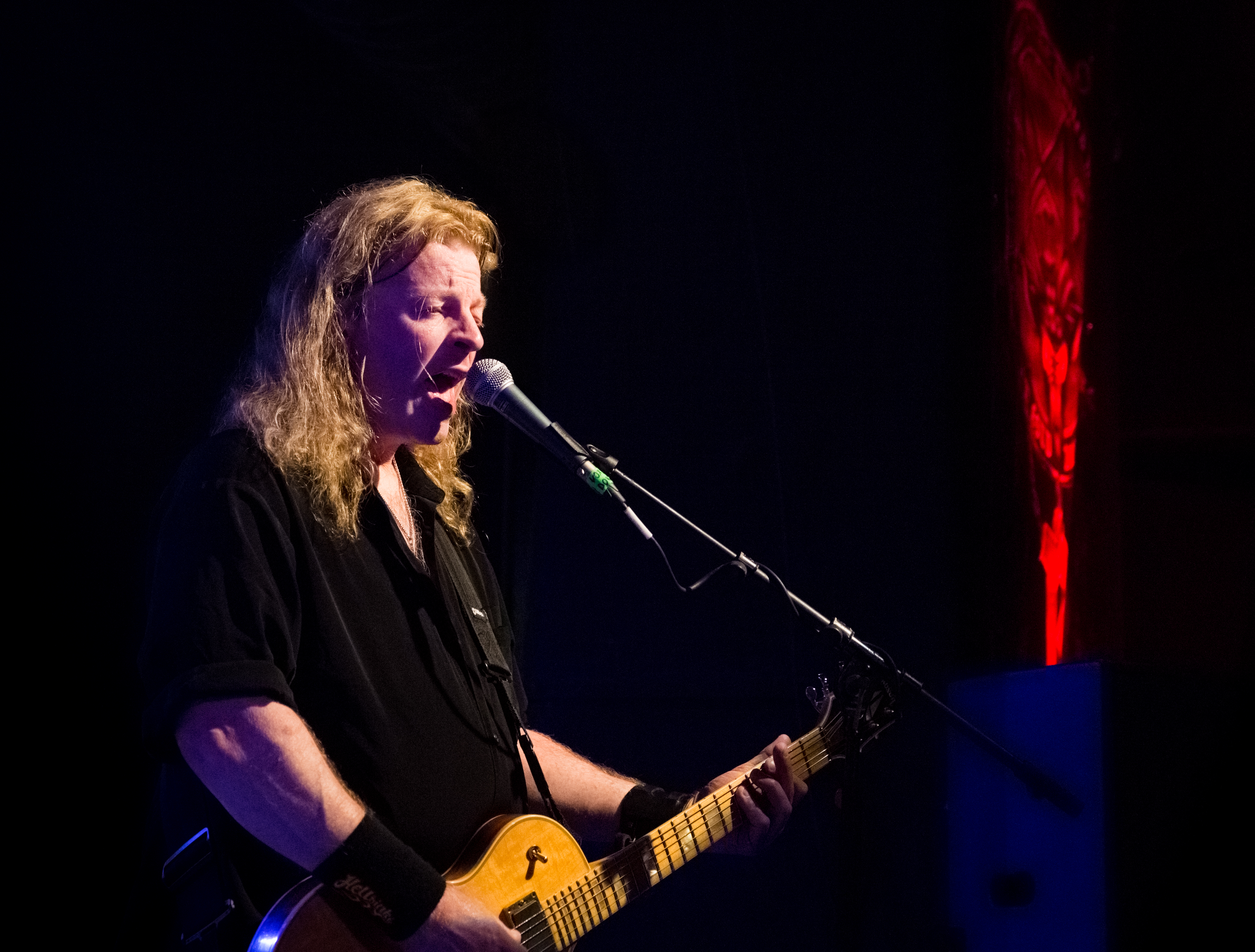
ローランド・グラポウ(G) 2016年
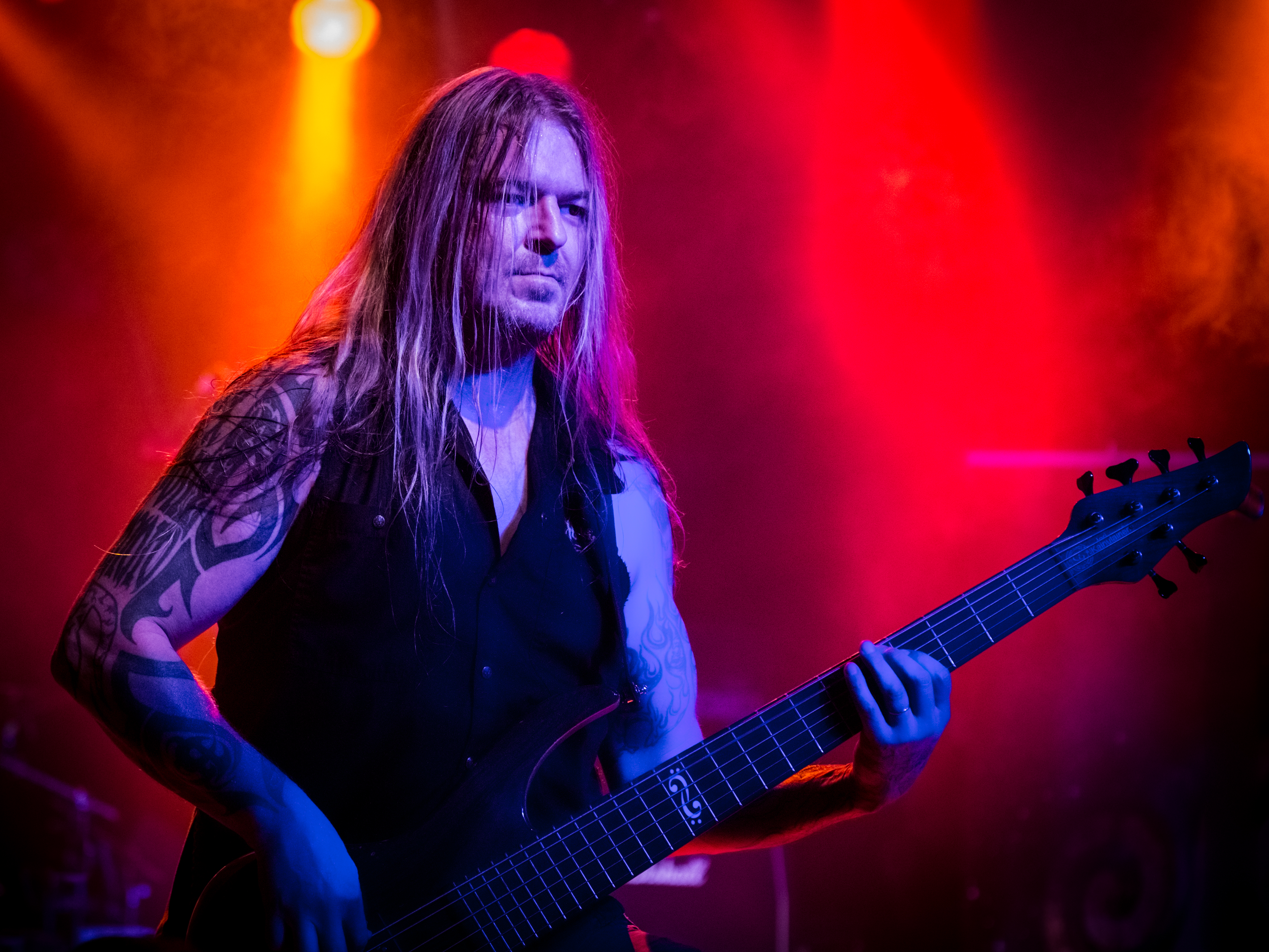
ヤリ・カイヌライネン(B) 2016年
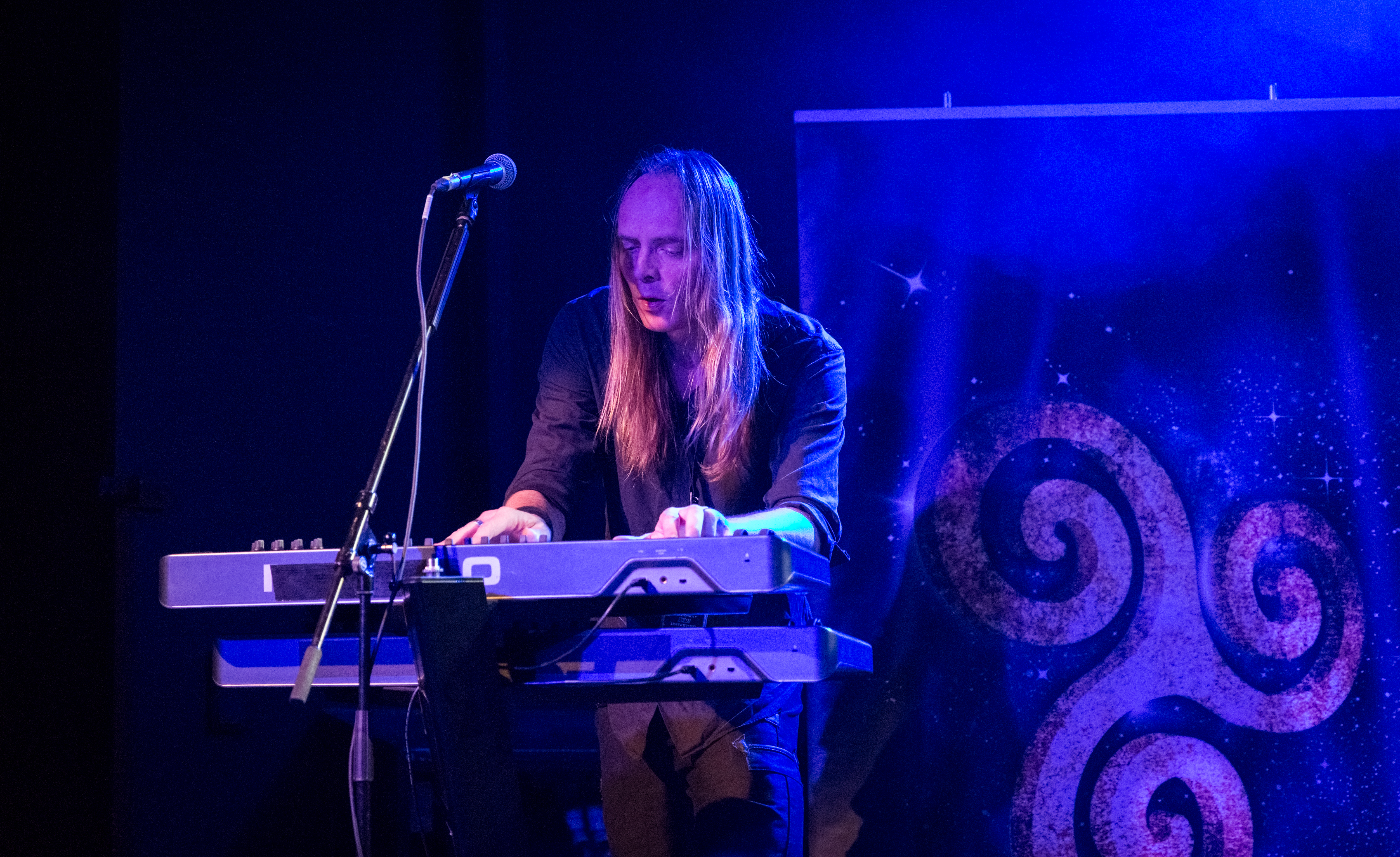
アクセル・マッケンロット(Key) 2016年
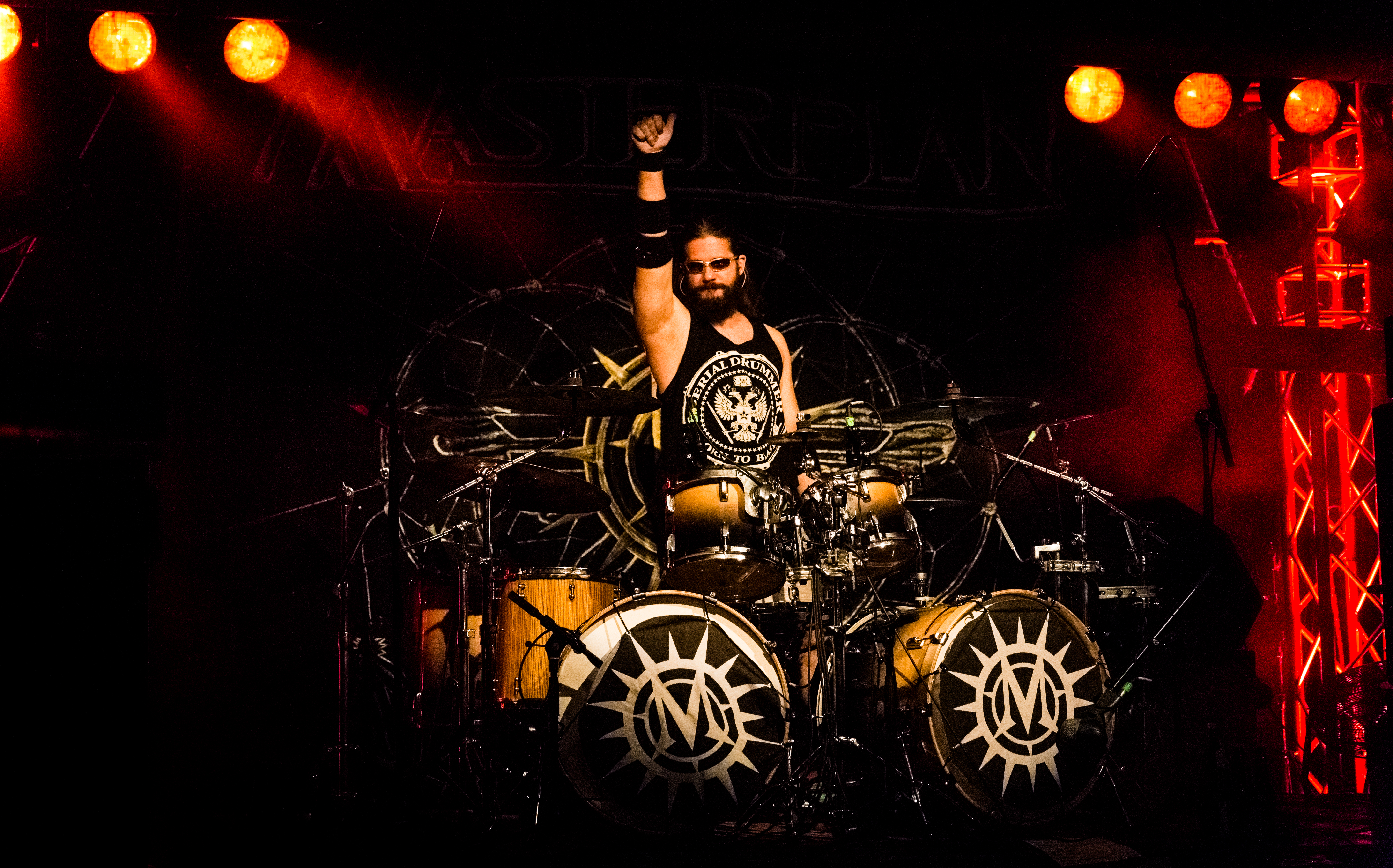
ケヴィン・コット(Ds) 2016年

### 旧メンバー
- ヨルン・ランデ　Jørn Lande　(Vo) (2001–2006 2009–2012)
- マイク・ディメオ　Mike DiMeo （Vo）(2006–2008)
- ウリ・カッシュ 　Uli Kusch (Dr) (2001–2006)
- マイク・テラーナ　Mike Terrana（Dr）(2006–2012)
- ヤン・エッカート　Jan Sören Eckert (B) (2001–2012)
- マーティン・スカロウプカ　Martin Skaroupka（Dr）(2012–2016)

## ディスコグラフィー

### アルバム

#### オリジナル・アルバム
- 2003年 Masterplan
- 2005年 Aeronautics
- 2007年 MK II
- 2010年 Time To Be King
- 2013年 Novum Initium

#### ライブ・アルバム
- 2015年 Keep Your Dream Alive

#### カバー・アルバム
- 2017年 Pumpkings

### シングル
- 2002年 Enlighten Me
- 2004年 Back For My Life
- 2007年 Lost And Gone

## 関連バンド
- Helloween
- Gamma Ray
- Children Of Bodom
- Stratovarius
- Cradle of Filth
- Riot V